# コショウノキ
コショウノキ（胡椒の木、学名：Daphne kiusiana Miq.）は、ジンチョウゲ科ジンチョウゲ属に分類される常緑小低木の1種。和名は、果実がコショウのように非常に辛いことに由来する。

## 特徴
雌雄異株、樹高は0.5-1 mでまばらに枝分かれする。樹皮は褐色で強じんで無毛。葉は長さ6-10 cmの倒披針形でやや柔らかい革質（無毛）で互生し、枝先に集まる。ジンチョウゲより葉先はよく尖り、最大幅は先寄り、葉柄は長さ1-5 mm、表面の側脈は不明瞭だがわずかに浮き出る。昨年の枝先に芳香のある花を頭状に付ける。萼は白い筒型で外側に細毛があり、先が4裂する。花柄に短毛がある。開花時期は3-4月。果実は液果で、長さ約1 cmの広楕円形で、6-7月に赤く熟し、辛味がある。種子は長さ約5 mm。

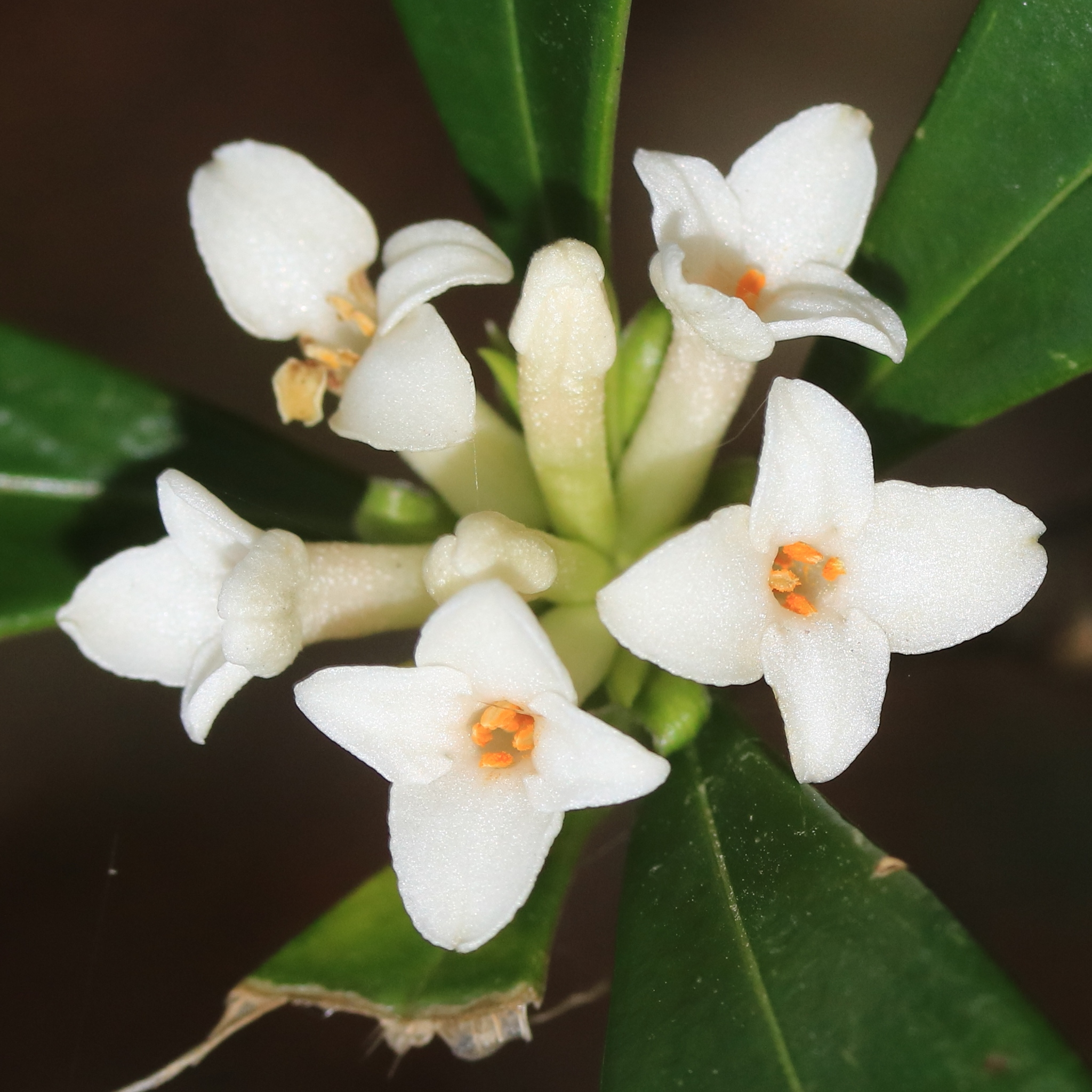
白色の筒状の花の先が4裂する
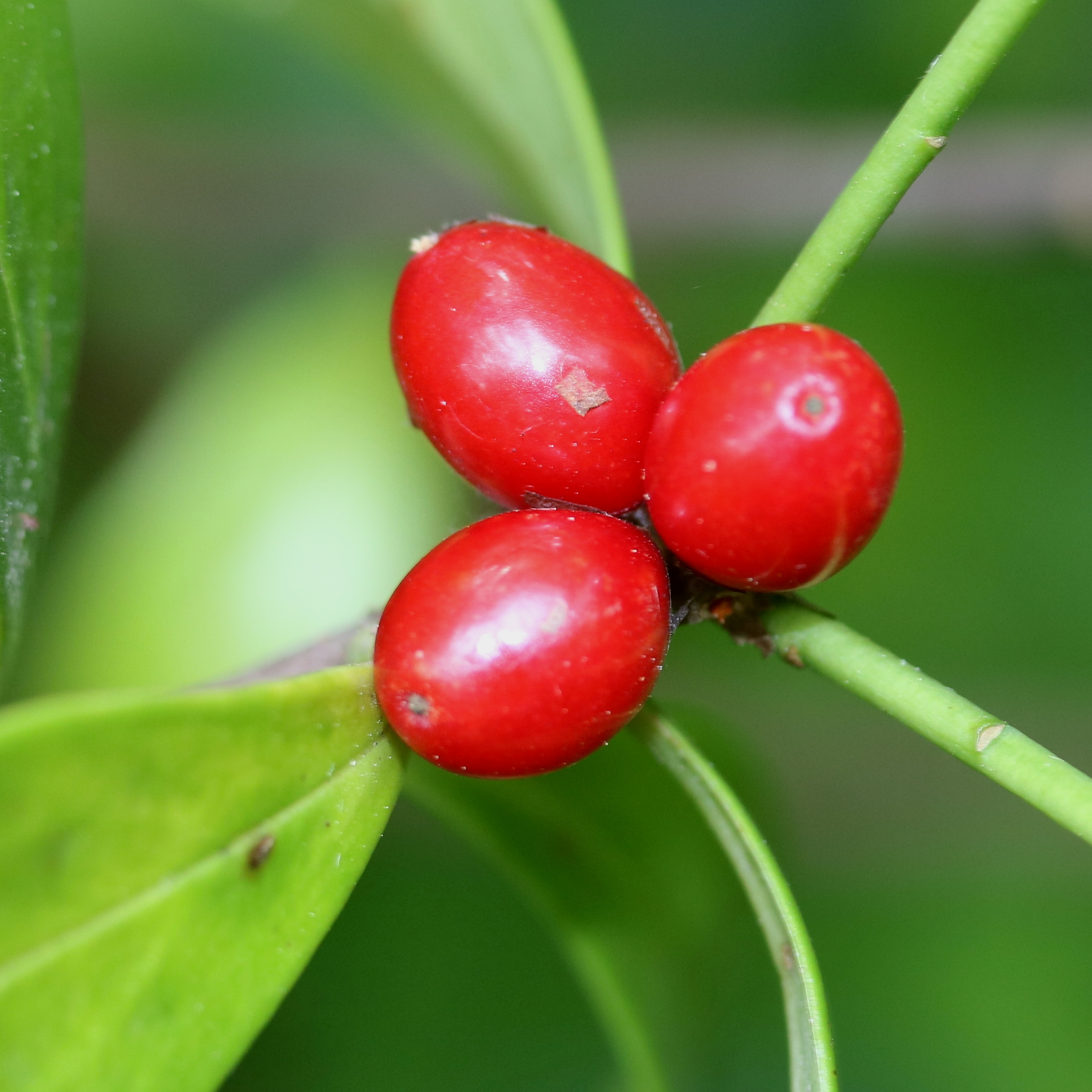
赤色の広楕円形の液果
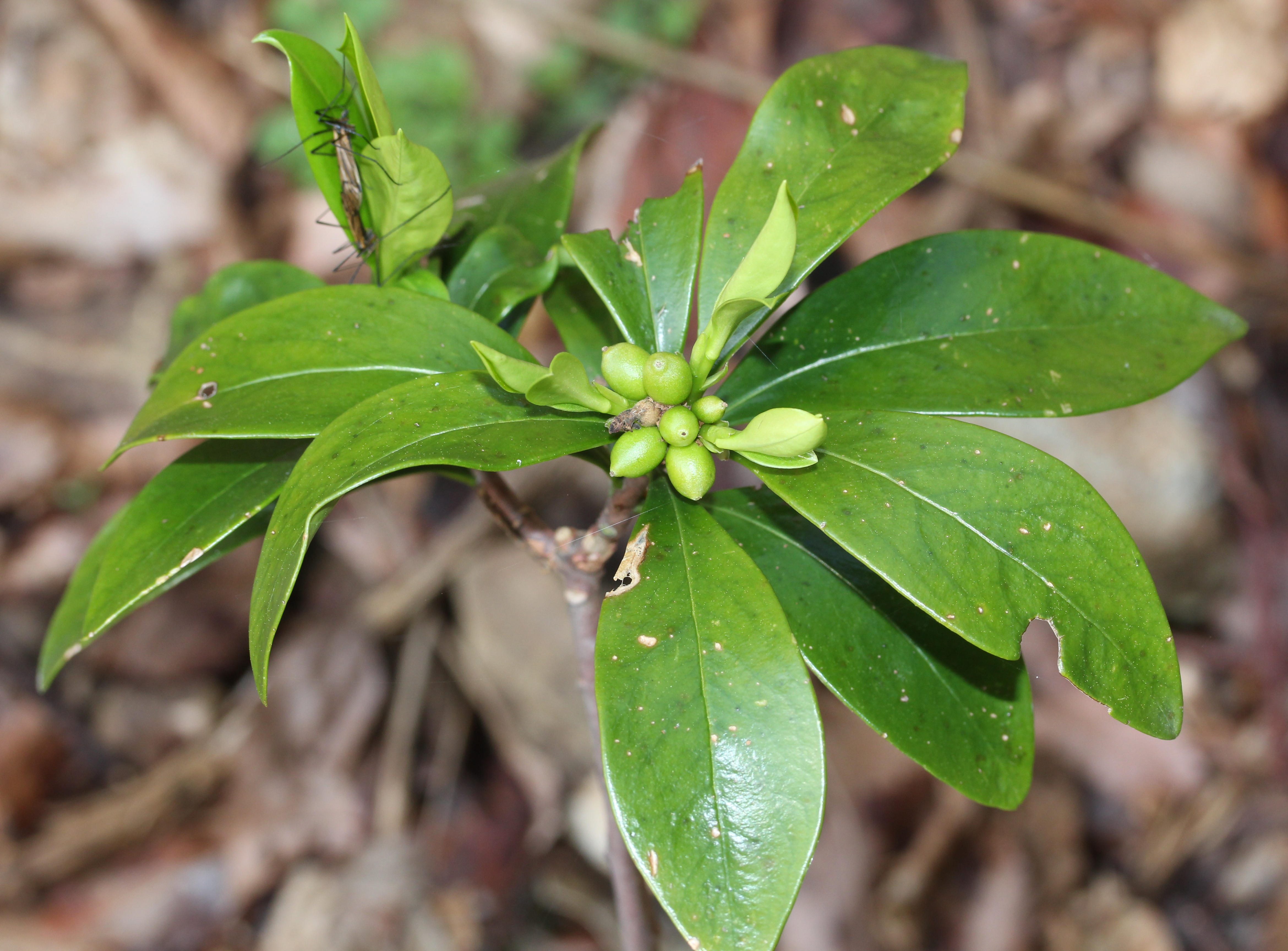
倒披針形の葉が枝先に集まる

## 分布と生育環境

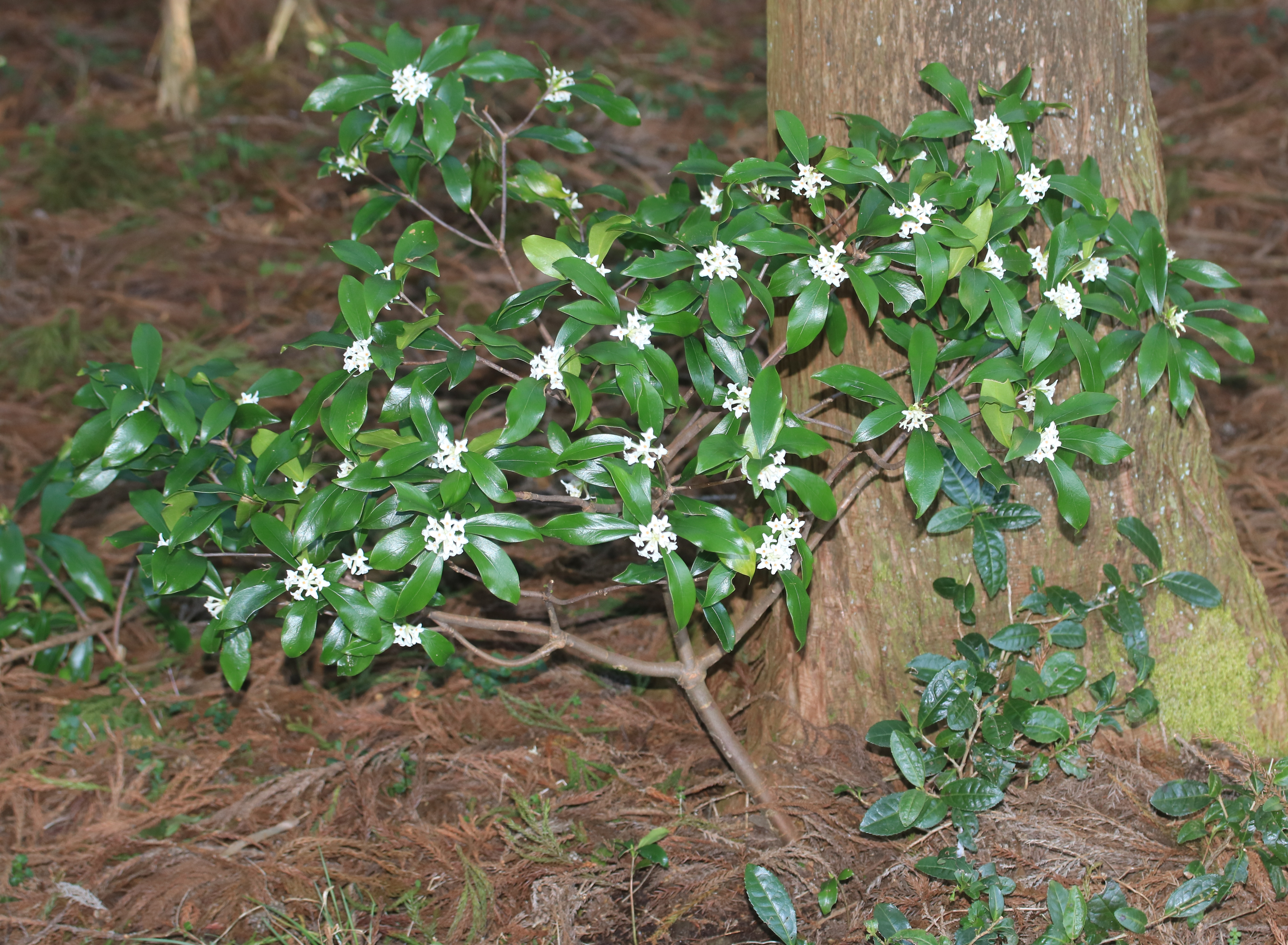
山地の林下に生育する常緑小低木のコショウノキ

朝鮮半島南部の島と日本の温暖帯にやや稀に分布する。変種のタイワンコショウノキ（学名：Daphne kiusiana Miq. var. atrocaulis (Rehder) F.Maek.、中国名：毛瑞香）が、中国と台湾に分布する。
日本では、本州（関東地方南部以西）、四国、九州、屋久島、種子島、トカラ列島、奄美大島、徳之島、沖縄（伊平屋島、魚釣島）に分布する。
山地と丘陵地の林下に生育する。

## 種の保全状況評価
日本では、以下の多数の都道府県によりレッドリストの指定を受けている。瀬戸内海国立公園の特別地域内などで採集が禁止される植物に指定されている。
- 絶滅危惧IA類（CR） - 東京都伊豆諸島部[10]、沖縄県[8]
- 絶滅危惧I類 - 福井県[11]
- 絶滅危惧II類 - 岐阜県[12]、鳥取県[13]
- 準絶滅危惧 - 京都府[14]、大阪府[15]、和歌山県[16]
- Cランク - 千葉県[17]
- 分布上重要種 - 滋賀県、鹿児島県

大韓民国では、済州市の『善屹里のコショウノキとコタニワタリの群落』が、済州特別自治道の記念物に指定されている。